# Miss Terra
Miss Terra (Miss Earth) è un annuale concorso di bellezza promotore della coscienza ambientale.
Insieme con Miss Universo, Miss International e Miss Mondo, Miss Terra è uno dei quattro concorsi di bellezza più grandi al mondo in termini di numero di nazioni partecipanti alla fase finale, oltre che uno dei concorsi maggiormente pubblicizzati dai mass media. 
Tutti e quattro i concorsi formano il Big Four international beauty pageants (Quattro grandi concorsi internazionali di bellezza).
La detentrice del titolo di Miss Terra dedica il proprio anno di "regno" per promuovere progetti ambientalisti e per affrontare le questioni riguardanti l'ecologia.
Dal 2006, il concorso Miss Terra ha incominciato a ospitare il titolo Campione della Terra del programma delle Nazioni Unite per l'ambiente, un riconoscimento annuale istituito nel 2005 dalle Nazioni Unite per premiare una personalità politica mondiale che si è distinta con il proprio impegno per la causa ambientale.

## Il concorso

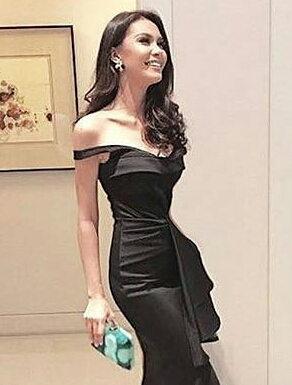
Angelia Ong, Miss Terra 2015

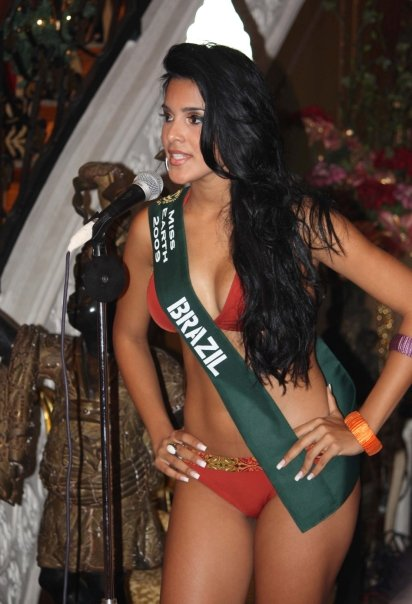
Larissa Ramos, Miss terra 2009.

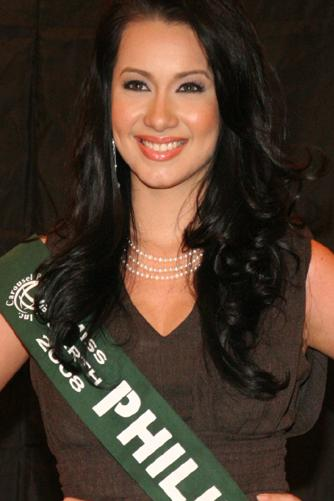
Karla Henry, Miss terra 2008.

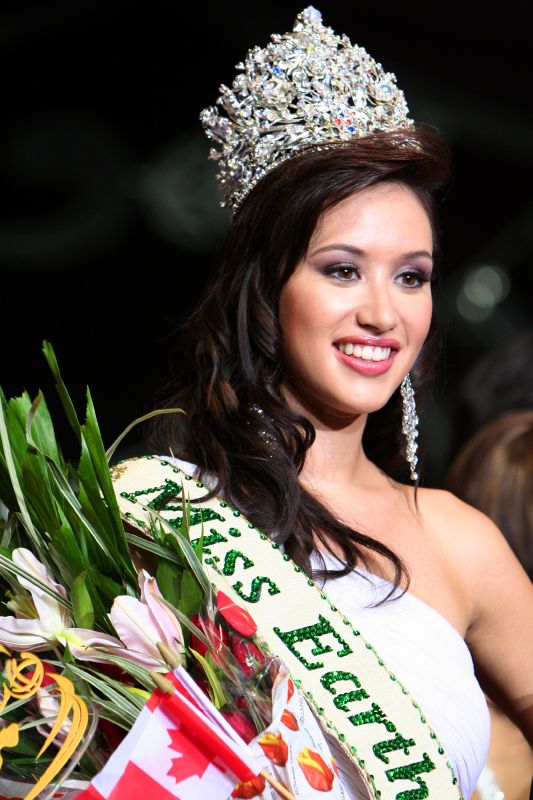
Jessica Trisko, Miss Terra 2007.

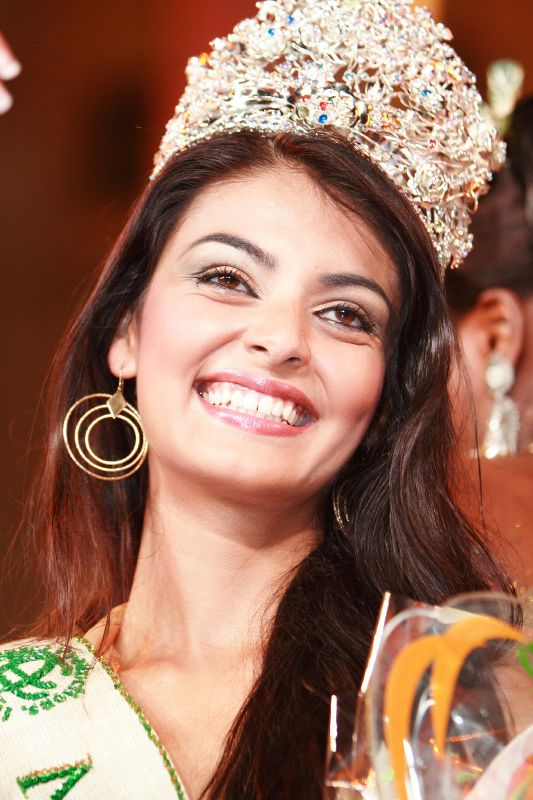
Hil Hernandez, Miss Terra 2006.

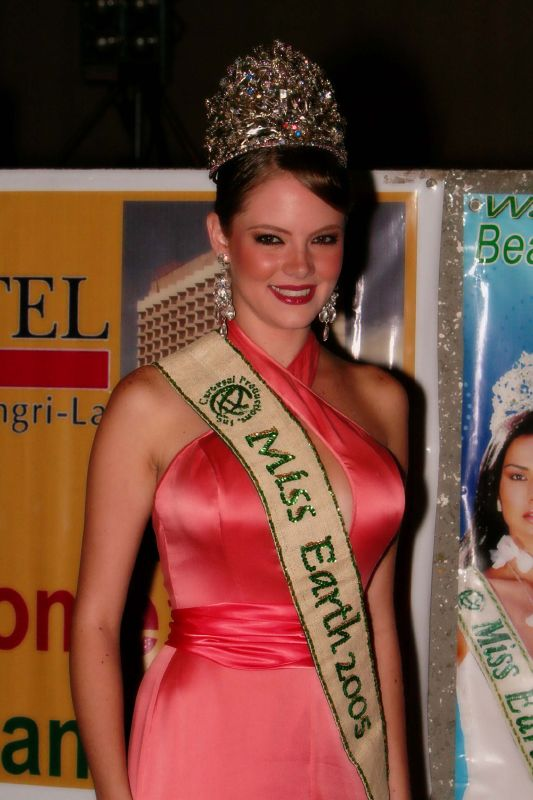
Alexandra Braun, Miss Terra 2005.

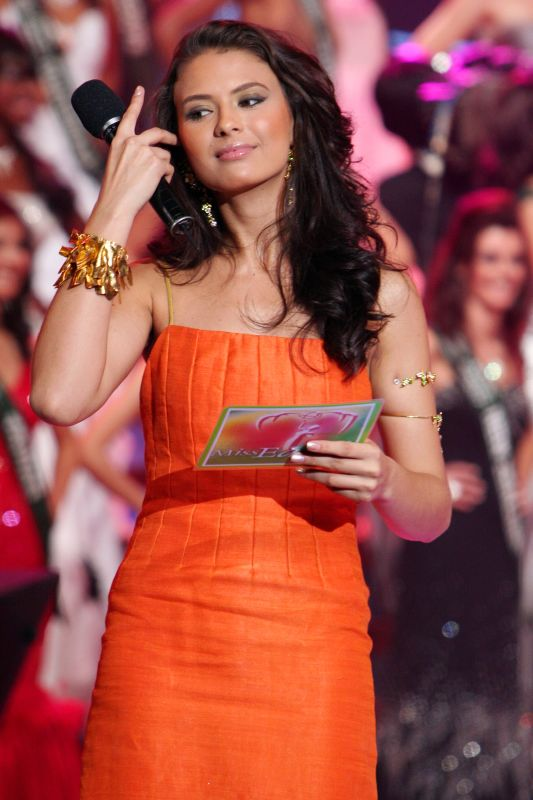
Priscilla Meirelles, Miss Terra 2004.

Sin dalla sua istituzione il concorso è stato sempre organizzato dalla società Carousel Production di Manila, attraverso la Miss Earth Foundation. All'evento annuale, a partire dal 2005, partecipano circa ottanta nazioni da tutto il mondo. Le concorrenti devono avere almeno diciotto anni, e non più di ventisei. Come per Miss Universo, le delegate gareggiano attraversando tre fasi: sfilata in costume da bagno, sfilata in abito da sera e intervista. Le interviste con le candidate ruotano intorno a temi legati all'ambiente. Colei che viene proclamata vincitrice ottiene il titolo di Miss Terra, e diventa portavoce e ambasciatrice della fondazione, oltre che promotrice di cause ambientali in tutto il mondo. Normalmente il concorso si tiene nel corso dell'ultimo quarto dell'anno, e viene organizzato nelle Filippine.
Nei primi anni del concorso dal 2001 al 2003, venivano scelte nel corso della gara dieci semifinaliste, aumentate dal 2004 a sedici. Queste sedici vengono ulteriormente ridotte a otto finaliste, e in seguito a quattro, dalle quali vengono selezionate le ultime due e infine la vincitrice del concorso. La vincitrice viene incoronata Miss Terra, le altre finaliste ottengono titoli legati agli elementi naturali: Miss Fuoco (quarta classificata), Miss Acqua (terza classificata) e Miss Aria (seconda classificata).
Fino a oggi soltanto una Miss Terra è stata detronizzata: Džejla Glavović nel 2002 fu infatti rimpiazzata dalla seconda classificata Winfred Omwakwe. Fra le regole del concorso è previsto che, nel caso che la detentrice del titolo non sia più in grado di assolvere i propri doveri e obblighi di Miss Terra, la detentrice del titolo di Miss Aria prenderà il suo posto.

## Albo d'oro

### Dettagli delle finali
| Anno | Data        | Nazione              | Vincitrice                     | Età | Finale                                          | Luogo                 | Concorrenti |
| ---- | ----------- | -------------------- | ------------------------------ | --- | ----------------------------------------------- | --------------------- | ----------- |
| 2001 | 28 ottobre  | Danimarca            | Catharina Svensson             | 21  | Teatro dell'Università delle Filippine          | Quezon, Filippine     | 42          |
| 2002 | 29 ottobre  | Bosnia ed Erzegovina | Džejla Glavović (Detronizzata) | 19  | Folk Arts Theater                               | Pasay, Filippine      | 53          |
| 2002 | 29 ottobre  | Kenya                | Winfred Adah Omwakwe           | 20  | Folk Arts Theater                               | Pasay, Filippine      | 53          |
| 2003 | 9 novembre  | Honduras             | Dania Patricia Prince Méndez   | 23  | Teatro dell'Università delle Filippine          | Quezon, Filippine     | 57          |
| 2004 | 24 ottobre  | Brasile              | Priscilla Meirelles de Almeida | 21  | Teatro dell'Università delle Filippine          | Quezon, Filippine     | 61          |
| 2005 | 23 ottobre  | Venezuela            | Alexandra Braun Waldeck        | 22  | Teatro dell'Università delle Filippine          | Quezon, Filippine     | 80          |
| 2006 | 26 novembre | Cile                 | Hil Hernández Escobar          | 22  | Museum of the Filipino People                   | Manila, Filippine     | 82          |
| 2007 | 11 novembre | Canada               | Jessica Trisko                 | 22  | Teatro dell'Università delle Filippine          | Quezon, Filippine     | 88          |
| 2008 | 9 novembre  | Filippine            | Karla Paula Henry              | 22  | Clark Expo Amphitheater                         | Angeles, Filippine    | 85          |
| 2009 | 22 novembre | Brasile              | Larissa Ramos                  | 20  | Boracay Ecovillage Resort and Convention Center | Boracay, Filippine    | 80          |
| 2010 | 4 dicembre  | India                | Nicole Faria                   | 20  | Vinpearl Amphitheater                           | Nha Trang, Vietnam    | 84          |
| 2011 | 3 dicembre  | Ecuador              | Olga Álava                     | 23  | Università delle Filippine                      | Manila, Filippine     | 85          |
| 2012 | 24 novembre | Rep. Ceca            | Tereza Fajksová                | 23  | Versailles Palace, Alabang                      | Muntinlupa, Filippine | 80          |
| 2013 | 7 dicembre  | Venezuela            | Alyz Henrich                   | 23  | Versailles Palace, Alabang                      | Muntinlupa, Filippine | 89          |
| 2014 | 29 novembre | Filippine            | Jamie Herrell                  | 20  | Teatro dell'Università delle Filippine          | Quezon, Filippine     | 85          |
| 2015 | 5 dicembre  | Filippine            | Angelia Ong                    | 25  | Mark Halle                                      | Vienna, Austria       | 99          |
| 2016 | 29 ottobre  | Ecuador              | Katherine Espín                | 24  | Mall of Asia Arena, Pasay City                  | Manila, Filippine     | 83          |
| 2017 | 4 novembre  | Filippine            | Karen Ibasco                   | 26  | Mall of Asia Arena, Pasay City                  | Manila, Filippine     | 86          |
| 2018 | 3 novembre  | Vietnam              | Nguyễn Phương Khánh            | 23  | Mall of Asia Arena, Pasay City                  | Manila, Filippine     | 87          |
| 2019 | 26 ottobre  | Porto Rico           | Nellys Pimentel                | 22  | Okada Manila                                    | Parañaque, Filippine  | 85          |
| 2020 | 29 novembre | Stati Uniti          | Lindsey Coffey                 | 28  | Evento virtuale                                 | Evento virtuale       | 84          |
| 2021 | 21 novembre | Belize               | Destiny Wagner                 | 25  | Evento virtuale                                 | Evento virtuale       | 89          |
| 2022 | 29 novembre | Corea del Sud        | Mina Sue Choi                  | 23  | Okada Manila                                    | Parañaque, Filippine  | 85          |
| 2023 | 22 dicembre | Albania              | Drita Ziri                     | 18  | Vạn Phúc City Water Music Square                | Ho Chi Minh, Vietnam  | 85          |
| 2024 | 9 novembre  | Australia            | Jessica Lane                   | 22  | Okada Manila                                    | Parañaque, Filippine  | 76          |

### Tutti i titoli
| Anno | Miss Terra              | Miss Aria                 | Miss Acqua                | Miss Fuoco                     |
| ---- | ----------------------- | ------------------------- | ------------------------- | ------------------------------ |
| 2001 | Catharina Svensson      | Simone Régis              | Margarita Kravcova        | Daniela Stucan                 |
| 2002 | Džejla Glavović         | Winfred Adah Omwakwe      | Sladjana Bozovic          | Juliana Patricia Drossou       |
| 2003 | Dania Prince            | Priscila Poleselo Zandoná | Marianela Zeledón Bolaños | Marta Matyjasik                |
| 2004 | Priscilla Meirelles     | Murielle Celimene         | Stéphanie Lesage          | Yanina González                |
| 2005 | Alexandra Braun Waldeck | Amell Santana de Jesús    | Katarzyna Borowicz        | Jovana Marjanovic              |
| 2006 | Hil Yesenia Hernández   | Amruta Patki              | Catherine Untalan         | Marianne Puglia                |
| 2007 | Jessica Trisko          | Pooja Chitgopekar         | Silvana Santaella         | Ángela Gómez Durán             |
| 2008 | Karla Paula Henry       | Miriam Odemba             | Abigail Elizalde          | Tatiane Alves                  |
| 2009 | Larissa Ramos           | Sandra Seifert            | Jessica Barboza           | Alejandra Echevarria           |
| 2010 | Nicole Faria            | Jennifer Pazmiño          | Watsaporn Wattanakoon     | Yeidy Bosques                  |
| 2011 | Olga Álava              | Drielly Bennettone        | Athena Imperial           | Caroline Medina                |
| 2012 | Tereza Fajksová         | Stephany Stefanowitz      | Osmariel Villalobos       | Camila Brant                   |
| 2013 | Alyz Henrich            | Katia Wagner              | Punika Kulsoontornrut     | Catharina Choi                 |
| 2014 | Jamie Herrell           | Andrea Neu                | Maira Alexandra Rodríguez | Anastasia Trusova              |
| 2015 | Angelia Ong             | Dayanna Gargeda           | Brittany Payne            | Thiessa Sickert                |
| 2016 | Katherine Espín         | Michelle Gómez            | Stephanie de Zorzi        | Bruna Zanardo Corrin Stellakis |
| 2017 | Karen Ibasco            | Nina Robertson            | Juliana Franco            | Lada Akimova                   |
| 2018 | Nguyễn Phương Khánh     | Melanie Mader             | Valeria Ayos              | Melissa Flores                 |
| 2019 | Nellys Pimentel         | Emanii Davis              | Klára Vavrušková          | Alisa Manyonok                 |
| 2020 | Lindsey Coffey          | Stephany Zreik            | Roxanne Allison Baeyens   | Michala Rubinstein             |
| 2021 | Destiny Wagner          | Marisa Butler             | Romina Denecken           | Jareerat Petsom                |
| 2022 | Mina Sue Choi           | Sheridan Mortlock         | Nadeen M. Ayoub           | Andrea Aguilera                |
| 2023 | Drita Ziri              | Yllana Marie Aduana       | Đỗ Thị Lan Anh            | Cora Bliault                   |
| 2024 | Jessica Lane            | Hrafnhildur Haraldsdóttir | Bea Millan-Windorski      | Niva Antezana                  |

## Titoli per continente
| Continente | Titoli | Nazioni | Nazioni                                                 |
| ---------- | ------ | ------- | ------------------------------------------------------- |
| America    | 12     | 2       | Brasile, Ecuador, Venezuela                             |
| America    | 12     | 1       | Canada, Cile, Honduras, Porto Rico, Stati Uniti, Belize |
| Asia       | 7      | 4       | Filippine                                               |
| Asia       | 7      | 1       | Corea del Sud, India, Vietnam                           |
| Europa     | 3      | 1       | Albania, Danimarca, Repubblica Ceca                     |
| Africa     | 1      | 1       | Kenya                                                   |
| Oceania    | 1      | 1       | Australia                                               |